# Гронинген
Гронинген (хол. Groningen, слушајⓘ, или Грун у локалном дијалекту) је град на северу Холандије и престоница истоимене провинције. Град важи за најзначајнији у северном делу Холандије. Гронинген је локално познат и као „Град“ (хол. Stad) или „Велико Село“ (хол. Groot Loug), док становници града себе називају „Стадјерс“.

## Становништво
Према процени, у граду је 2008. живело 173.139 становника.
| 1980.   | 1990.   | 2000.   | 2008.   |
| ------- | ------- | ------- | ------- |
| 161.322 | 167.872 | 173.139 | 182.954 |

## Град
Град је препознатљив по свом Мартини торњу (хол. Martinitoren), петом по висини црквеном торњу у Холандији. Вискок 97 метара, познат међу локалним становништвом као Стари сиви (d'Olle Grieze), подигнут је 1482. године. Торањ је тада достизао 127 m, да би 1577. године био спаљен. Данашњи торањ датира из 1627. 
Торањ се налази поред Великог трга (хол. Grote Markt), као пешачке зоне у центру града. Велики трг је срце града, а неколико дана у недељи је пијаца.
У Гронингену се налази универзитет (Rijksuniversiteit Groningen) и Виша школа (Hanzehogeschool Groningen). Град је познат по великој студентској популацији: око 40.000 студената од укупно 180.000 становника. Управо због тога, град обилује великим бројем дискотека и ноћних барова, мноштвом културних и спортских активности. 
Град је познат и по јакој андерграунд (алтернативној) култури.
Од осталих битних места у граду треба споменути градски музеј. Отворен је 1994. године. Музеј су дизајнирале архитекте Филипе Старк (Philippe Starck), Алесандро Мендини (Alesandro Mendini) и Коп Химелблау (Coop Himmelblau). Музеј је пројектован у облику брода, у модерном, футуристичком и колоричном столу. У њему су углавном изложена дела модерне уметности.
На северу града се налази јавни парк (Noorderplantsoen) као популарна место за рекреацију и спорт. Сваке године у парку се одржава позоришни фестивал (Noorderzon).
Последњих година Гронинген је редовно проглашаван за најбициклистички град у Холандији, као град у коме процентуално највише људи користи бицикле као превозно средство. 
У Гронингену се налази кафе Drie Gezusters (Три сестре) као највећи кафе у Холандији. На званичном сајту кафеа стоји да је то и највећи кафе у Европи, али је тај податак дискутабилан. У сваком случају, кафе се налази на четири нивоа, доста је велики и необичан.

## Политичко уређење
Градска влада броји 39 чланова. Партије левог крила (Лабуристичка партија, партија зелених и Социјалистичка партија) су у већини. Након избора 2002. године, оне формирају коалицију. Градоначелник је Жак Валиџ (Jacques Wallage) од 1998.

## Индустрија
У Гронингену се налазе две фабрике шећера, CSM и Suikerunie. Производња је доста велика и износила је за 2005. годину око 600.000 тона шећера.

## Саобраћај
Железница:
- (Исток) - Винсхотен, Њуесханс (Nieuweschans). У Њуесхансу је могуће узети воз за Лер (Leer), Доња Саксонија, Немачка.
- (север) - Родесхол (Roodeschool) / Делфзејл (Delfzijl).
- (запад) - Беутенпост (Buitenpost), Леуварден (Leeuwarden).
- (југ) - Зволе (Zwolle), Амерсфорт (Amersfoort), Схипхол (Schiphol), Утрехт (Utrecht), Ротердам (Rotterdam), Хаг (Den Haag).

Аутобуске линије:
- локалне линије, преко компаније Arriva.
- Међуградска линија за Олденбург, Немачка.

Ауто-путеви:
- (запад/A7) - Драхтен (Drachten), Леуварден, Амстердам.
- (југ/A28) - Асен (Assen), Зволе, Утрехт.
- (исток/A7) - Винсхотен, Њуесханс, Олденбург.

Аеродром:
- Гронинген аеродром Елде (Eelde).

## Спорт
Претходни фудбалски стадион се звао Oosterpark Stadion (Источни стадион) и имао је капацитет од 12.500 седишта. Коришћен је као домаћи терен фудбалског клуба Гронинген. Од јануара 2006. године, клуб игра као домаћин на новом стадиону Euroborg, са капацитетом од 20.500 седишта. На овом стадиону је 2007. године одиграно финале европског првенства за играче млађе од 21 године између Холандије и Србије.

## Партнерски градови
- Катовице
- Калињинград
- Олденбург
- Грац
- Талин
- Оденсе
- Њукасл на Тајну
- Мурманск
- Тјенцин